# IANA
IANA (от англ. Internet Assigned Numbers Authority — «Администрация адресного пространства Интернет») — функция управления пространствами IP-адресов, доменов верхнего уровня, а также регистрации типов данных MIME и параметров прочих протоколов Интернета. Исполняется компанией Public Technical Identifiers, которая находится под контролем ICANN.

## Деятельность IANA
IANA отвечает за распределение всех зарезервированных имён и номеров, которые используются в протоколах, определённых в RFC. 1 октября 2016 года официально истёк срок действия договора о выполнении функций администрации адресного пространства интернета (IANA) между ICANN и Национальным управлением по телекоммуникациям и информации (NTIA) Министерства торговли США. При этом координирующая роль в исполнении функций IANA перешла в руки международного интернет-сообщества в связи с завершением срока действия договора с правительством США.

### Распределение IP-адресов
IANA делегирует свои полномочия по распределению IP-адресов региональным регистраторам в виде диапазонов класса A («/8»). Региональные регистраторы, в свою очередь, делегируют более мелкие диапазоны интернет-провайдерам.
Также выдаются диапазоны IPv6-адресов, но в данном случае разделение полномочий небольшое, так как предложение на данный момент значительно превышает спрос.

### Доменные имена
IANA, совместно с операторами доменов верхнего уровня, управляет данными корневых серверов DNS.